# José Agustín Ruiz
José Agustín González Ruiz, conocido también como Agustín «Tin» Ruiz (Jucuarán, Usulután, 1 de diciembre de 1987)  es un jugador salvadoreño de fútbol de playa. Es el capitán de la selección nacional de su país, y el máximo goleador en torneos oficiales con 39 anotaciones. En la Copa Mundial de Fútbol Playa FIFA 2013 fue reconocido con la «Bota de bronce», como tercer mejor goleador del torneo.

## Trayectoria
Concacaf
Forma parte de la selección salvadoreña desde el año 2006, y debutó en torneos oficiales en el campeonato de Concacaf de 2008, en el que lideró la tabla de goleadores con seis anotaciones. En la edición de 2009, nuevamente se proclamó campeón goleador con ocho anotaciones, y además ganó el título del torneo regional con la selección cuscatleca. Para el torneo del año 2010 se agenció cinco goles.
En Bahamas 2013 fue elegido como el jugador más valioso, a pesar de que se perdió dos juegos de la primera ronda por una lesión del pie izquierdo. En el evento, anotó tres goles y consiguió la cuarta clasificación a la copa del mundo. 
Copas del Mundo
En campeonatos del mundo su historial es de dos goles en Marsella 2008; tres en Dubái 2009; y cinco en Rávena 2011. En este torneo anotó el gol que dejó el marcador 4:3 a favor de El Salvador en contra de Omán, que le otorgó la primera victoria a la selección centroamericana en copas del mundo.
En Tahití 2013 anotó siete goles, cinco de los cuales los encajó en el juego contra Islas Salomón en la primera fase, por lo que se convirtió en el quinto jugador en anotar cinco o más goles en una Copa Mundial de Fútbol Playa de la FIFA hasta esa edición, y le hizo acreedor a la «Bota de bronce» como el tercer mejor goleador del certamen; además de consagrarse como el mayor anotador del área de concacaf en la historia del evento con diecisiete tantos.
En ese mismo certamen, obtuvo el reconocimiento del mejor gol de torneo por medio de votación abierta en el sitio de la FIFA. El tanto fue  un disparo de larga distancia en tiro libre directo que dejaba el marcador 7:5 a favor de los centroamericanos contra Islas Salomón.
Otras participaciones
En el mes de enero de 2012, Ruiz participó en la cuadrangular de la Copa Cancún de fútbol playa y fue reconocido como el mejor jugador y máximo anotador del torneo. Reconocimientos que repitió en el mes de abril de ese mismo año, en la Primera Cuadrangular de Fútbol Playa El Salvador, en el que anotó cinco goles.
Además jugó en el Mundialito de Clubes como refuerzo del equipo estadounidense Seattle Sounders, y anotó dos goles en el torneo.

## Vida personal
Agustín Ruiz es pescador de oficio y vive en la comunidad La Pirraya en la bahía de Jiquilisco, en la que también habitan sus compañeros de la selección nacional, Tomás Hernández y Medardo Lobos.

## Campañas con Unicef
El Fondo de las Naciones Unidas para la Infancia (Unicef) utilizará la imagen de Agustín Ruiz para la campaña «Vamos a Jugar»,  para la promoción del derecho al juego, la recreación y el deporte, que será puesta en marcha en América Latina y el Caribe.